# دریاچه دریابک
دریاچه دریابک یا دلاوک در استان قزوین واقع است. این دریاچه در شمال شرقی روستای زرشک و در فاصله ۲ کیلومتری از آن واقع شده‌است. این منطقه دارای آب و هوای سرد کوهستانی است که تابستان‌ها، خنک و زمستان‌ها، سرد و پوشیده از برف است. ارتفاع دریاچه از سطح دریا ۲۰۶۴ است. دریاچه شکلی شبیه به بیضی دارد و طول آن در حدود ۲۵۰ متر و عرض آن ۱۱۰ متر است. منابع تأمین آب دریاچه از ذوب برف‌ها، چشمه‌های منطقه و ریزش‌های جوی است. این منطقه که از جاذبه‌های طبیعی و گردشگری بسیاری برخوردار است، در حدود ۱۷ کیلومتری شهر قزوین قرار دارد و از نظر تنوع زیست‌محیطی دارای مناطق منحصر به فردی می‌باشد.